# Valgiurata
Valgiurata, auch Le Tane genannt, ist eine Ortschaft und ein Ortsteil (Curazia) der Gemeinde (Castello) Serravalle in San Marino.

## Geografie
Das Dorf liegt im südlichen Vorort Serravalle, an der gleichnamigen Straße „Strada di Valgiurata“, die es mit den Ortsteilen Torraccia und Fiorina und der Gemeinde Domagnano verbindet. Es liegt auf einer ungefähren Seehöhe von 150 Metern. Im Süden des Ortes befindet sich die historische Sehenswürdigkeit „Torre di Valgiurata“.